# Onuce

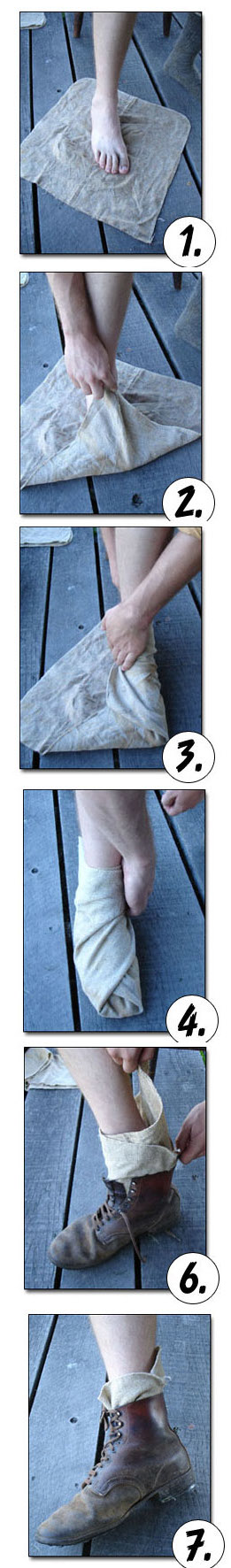
Oblékání onucí

Onuce (latinsky socci, německy Fußlappen) nebo také zavinovačky jsou pruhy látky omotávané kolem chodidel a případně i lýtek, předchůdce dnešních ponožek. Užívaly se jen v chladnějším období, a to všemi vrstvami obyvatelstva. Na českém území jsou doloženy již v období Velké Moravy (u mužů, ženy mají sukně). Ještě do roku 2022 využívala onuce (ruské ponožky) ruská armáda (jako zimní výbavu).